# Félicite Bada
Pour les articles homonymes, voir Bada (homonymie).
Félicite Bada, née le 14 mars 1962, est une athlète béninoise. Elle représente le Bénin à différents jeux olympiques en Afrique et dans le monde. Son record personnel est de 25,08 secondes.

## Biographie
Bada est né le 14 mars 1962. Le 11 août 1987, elle effectue 25,08 secondes au 200 mètres lors des Jeux africains, et termine huitième en quart de finale. Ce temps reste son record personnel dans sa carrière, qui atteint son apogée à la fin des années 1980.
Bada est qualifiée pour les Jeux olympiques d'été de 1988 à Séoul aux côtés de sept autres athlètes béninois, et est le porte-drapeau de son pays. Dans l'épreuve du 100 mètres féminin, Bada occupe la 7e place dans la première manche en réalisant un temps de 12,27 secondes. Et dans l'épreuve du 200 mètres féminin, elle finit 6e dans la première course avec un temps de 25,42 secondes.